# Lliga de São Nicolau de futbol
La Lliga de São Nicolau de futbol és la lliga regional de l'illa de São Nicolau, Cap Verd. El campió disputa la lliga capverdiana de futbol. És organitzada per l'Associação Regional de Futebol de São Nicolau, ARFSN.

## Historial
Font:
- 1983: SC Atlético
- 1984: desconegut
- 1985: Desportivo Ribeira Brava
- 1986-87: SC Atlético
- 1988-90: desconegut
- 1990-91: Desportivo Ribeira Brava
- 1992-93: desconegut
- 1993-94: SC Atlético
- 1994-95: SC Atlético
- 1995-96: FC Ultramarina
- 1996-97: desconegut
- 1997-98: desconegut
- 1998-99: FC Ultramarina
- 1999-00: SC Atlético
- 2000-01: FC Ultramarina
- 2001-02: SC Atlético
- 2002-03: FC Ultramarina
- 2003-04: FC Ultramarina
- 2004-05: Desportivo Ribeira Brava
- 2005-06: FC Ultramarina
- 2006-07: FC Ultramarina
- 2007-08: Desportivo Ribeira Brava
- 2008-09: FC Ultramarina
- 2009-10: Desportivo Ribeira Brava
- 2010-11: FC Ultramarina
- 2011-12: SC Atlético
- 2012-13: FC Ultramarina
- 2013-14: SC Atlético
- 2014-15: FC Ultramarina
- 2015-16 : SC Atlético
- 2016-17: FC Ultramarina
- 2017-18: FC Belo Horizonte
- 2018-19: FC Ultramarina